# خوب، بد، جلف: رادیواکتیو
خوب، بد، جلف: رادیو اکتیو نام مجموعه نمایشی خانگی به کارگردانی و تهیه‌کنندگی محسن چگینی محصول سال ۱۳۹۹ است که در ۱۳ قسمت تولید و پخش شد و دنباله فیلم سینمایی خوب، بد، جلف ۲: ارتش سری است. نقش اول این سریال نمایش خانگی به سام درخشانی و پژمان جمشیدی داده شده‌است.

## داستان
این داستان ادامهٔ فیلم خوب، بد، جلف ۲: ارتش سری است و ماجراجویی‌های سام (سام درخشانی) و پژمان (پژمان جمشیدی) پس از دزدیده شدن توسط چچنی‌ها را روایت می‌کند.

## بازیگران
| بازیگر             | نقش                |
| ------------------ | ------------------ |
| پژمان جمشیدی       | پژمان جمشیدی       |
| سام درخشانی        | سام درخشانی        |
| حامد کمیلی         | فربد مولیان (فرید) |
| آناهیتا درگاهی     | آناهیتا مدنی       |
| فرهاد آئیش         | دکتر مدنی          |
| گوهر خیراندیش      | منیر بشارتی        |
| امیرمهدی ژوله      | حسام بوالهوس       |
| مارال فرجاد        | نگین               |
| محمد بحرانی        | سرگرد شکوری        |
| فرزین محدث         | سینا باقرزاده      |
| شکیب شجره          | آصف خان علیمرادف   |
| تینو صالحی         | دکتر رستمی         |
| عزت‌الله مهرآوران   | جمشیدی             |
| امید روحانی        | امید روحانی        |
| الهام ایمانی       | مامک               |
| محمدعلی تقوی       | سرهنگ              |
| کیانوش گرامی       | حشمت               |
| سامان دارابی       | سروان قاسمی        |
| مرتضی حسنلو        |                    |
| بابک کمانگیر       |                    |
| پدرام محمدی        | فرشاد              |
| حامد حسینی         | ساسان              |
| الکا رحمان پور     | سوفیا              |
| ادمون اوراحی       |                    |
| شایان بختیاری دانا |                    |
| فرشید ناصری        | تاماز گرجی         |
| میسا مولوی         | سجاد               |
| امیرحسین قربانی    | کیشمیش             |
| هدایت‌الله سجادی    | سرهنگ              |
| فریبرز گرمارودی    | دی جی هوشنگ        |
| پیمان فاطمی        | احمد خسروی         |